# René Ledent
René Ledent (1907. november 8. – ?), belga válogatott labdarúgó.
A belga válogatott tagjaként részt vett az 1934-es világbajnokságon.

## Külső hivatkozások
- René Ledent – a FIFA adatbázisában